# Заједнички гроб на локалитету Петкова падина
Заједнички гроб на локалитету Петкова падина се налази у у Власини Округлици, насељеном мету на територији општине Сурдулица, на коме су сахрањени војници V и XVII пука Српске краљевске војске, погинулих у Првом светском рату, током ратних операција на Власини 1915. године.
Подаци из Архива Југославије указују да се у две заједничке раке сахрањено укупно 110 војника, при чему је у гробу на западној страни сахрањено 70 војника, а у гробу на источној страни 40 војника. Према скици која је израђена 1931. године, заједнички гроб на
„Петковој падини” налази се на око 700m удаљености од пута Сурдулица-Клисура, односно на око 200m удаљености од пута ка Јарчевој махали.
Предметни простор је приближних димензија 12,5 х 5m, али тачан положај није могуће утврдити. Неопходно је геофизичком проспекцијом и археолошким истраживањима утврдити положај, и потврдити постојање заједничког гроба на претпостављеном простору.